# Mvsyk voir by des haertfvvr
De ep Mvsyk voir by des haertfvvr is het debuut van Bastaerdschwaerd. De productie werd verzorgd door beide leden van de band en de ep werd uitgebracht door Kvlt Promo Grrrl in 2005.
Met Mvsyk voir by des haertfvvr kreeg de band ook bekendheid in de underground Black Metal scene in de Verenigde Staten.

## Tracklist
1. Godverdomme gerstenat
2. Valhalla
3. Sodom Klaas
4. De heide ruikt naar dode herten
5. Simon the Ghost
6. De dood van een poser homo
7. Sodomie
8. Blasphemie in de gloria